# Partit Radical Socialista (Luxemburg)
Partit Radical Socialista (luxemburguès Radikal-Sozialistescher Partei, francès Parti Radical Socialiste) fou un partit polític luxemburguès actiu entre 1925 i 1932. Fou successor de la Lliga Liberal de Luxemburg, però a diferència del seu antecessor, existia com a partit extraparlamentari organitzat. Fou antecessor del Partit Radical Liberal, i posteriorment, del Partit Democràtic.
El partit fou creat el 1925 després del trencament de la Lliga Liberal entre els antics liberals, que abandonaren el partit dirigits per Robert Brasseur, i joves liberals, liderats per l'alcalde de la ciutat de Luxemburg, Gaston Diderich. Quan la Lliga es va dissoldre, el sector més progressista del partit, dirigit per Diderich, va fundar el Partit Radical Socialista, que es va presentar a les eleccions legislatives luxemburgueses de 1925 i va obtenir 5 diputats, i fou el tercer partit més votat, cosa que li permeté participar en un govern de coalició amb socialistes i independents presidit per Pierre Prüm, però que als 14 mesos es va trencar per diferències amb els socialistes. El 1928 una facció dirigida per Marcel Cahens trencà amb el partit com a protesta contra la participació del partit en el govern del Partit de la Dreta de Joseph Bech. Ambdúes fraccions, però, es reunificaren el 1932 com a Partit Radical Liberal, i participaria en els governs de 1932 a 1938. Després de la Segona Guerra Mundial participà en la formació del Partit Democràtic.